# Ermita de San Marcelo (Briñas)
La ermita de San Marcelo es un inmueble en ruinas de la localidad española de Briñas, en la provincia de La Rioja.

## Descripción
El edificio se encuentra en la localidad española de Briñas, perteneciente a la provincia de La Rioja. Se menciona como «ermita pobre» del lugar en el cuarto volumen del Diccionario geográfico-estadístico-histórico de España y sus posesiones de Ultramar de Pascual Madoz, donde aparece descrita con las siguientes palabras:

una ermita pobre, bajo la advocacion de San Marcelo, que fué la igl. primitiva, la cual confundida con las casas se halla casi completamente abandonada
(Madoz, 1846, p. 450)

Quedan del edificio apenas unas ruinas.